# Shiriuchi
Shiriuchi (jap. 知内町 Shiriuchi-chō) – miasto w Japonii, w prefekturze Hokkaido, w podprefekturze Oshima. Według danych na rok 2020 miejscowość zamieszkiwało 4 167 mieszkańców , a gęstość zaludnienia wyniosła 21,2 os./km².